# Жарово (Великопольське воєводство)
Жарово (пол. Żarowo) — село в Польщі, у гміні Пшедеч Кольського повіту Великопольського воєводства.
Населення — 330 осіб (2011).
У 1975-1998 роках село належало до Конінського воєводства.

## Демографія
Демографічна структура станом на 31 березня 2011 року:
|          | Загалом | Допрацездатний вік | Працездатний вік | Постпрацездатний вік |
| -------- | ------- | ------------------ | ---------------- | -------------------- |
| Чоловіки | 170     | 37                 | 118              | 15                   |
| Жінки    | 160     | 36                 | 89               | 35                   |
| Разом    | 330     | 73                 | 207              | 50                   |